# Souboj (Glee)
Souboj (v anglickém originále Mash Off) je šestá epizoda třetí série amerického seriálu hudebního seriálu Glee a v celkovém pořadí padesátá epizoda tohoto seriálu. Scénář k ní napsal Michael Hitchcock a režíroval ji Eric Stoltz. Původně se vysílala ve Spojených státech na televizním kanálu Fox dne 15. listopadu 2011. Epizoda obsahuje speciální hostující hvězdu Idinu Menzel jako vedoucí konkurenčního sboru, Shelby Corcoran. Ona a Will Schuester (Matthew Morrison) vyhlásí mashupovou soutěž mezi sbory Troubletones a New Directions. Santana (Naya Rivera) se nemilosrdně vysmívá členovi konkurenčního sboru, Finnovi (Cory Monteith), který nakonec reaguje tak, že ji veřejně obviní ze zbabělosti začít vztah s Brittany, čímž několika spolužákům prozradí, že je lesba. Sue Sylvester (Jane Lynch) zahájí propagandistickou kampaň proti Burtovi Hummelovi (Mike O'Malley), jejímu hlavnímu rivalovi ve speciálních volbách do Kongresu Spojených států amerických.
Natáčení této epizody proběhlo v říjnu 2011. Epizoda obsahuje čtyři mashupy, včetně 300. hudebního čísla seriálu, Adeliny "Someone Like You" a "Rumour Has It", kterého se v prvním týdnu prodalo 160 000 kopií a umístilo se na jedenáctém místě v hitparádě Billboard Hot 100. Všechny písně z epizody byly vydány jako singly a jsou dostupné ke stažení.
Epizoda se povětšinou shledala s pozitivními ohlasy od kritiků a hudební vystoupení a cover verze byly taktéž velmi dobře přijaty. V původním vysílání epizodu sledovalo 7,08 milionů amerických diváků a získala 3,0/8 Nielsenova ratingu/podílu na trhu ve věkovém okruhu od osmnácti do čtyřiceti devíti let. Celková sledovanost epizody se, na rozdíl od předchozí epizody s názvem Poprvé, zvýšila.

## Děj epizody
Puck (Mark Salling) fantazíruje o jeho suplující učitelce, Shelby Corcoran (Idina Menzel), kterou nedávno políbil a od té doby je do ní zamilovaný. Zpívá proto "Hot for Teacher" od skupiny Van Halen, společně s Mikem (Harry Shum mladší), Blainem (Darren Criss) a Finnem (Cory Monteith). Puck se snaží přesvědčit Shelby, která adoptovala dítě, které Puck má s Quinn (Dianna Agron), aby s ním začala vztah, ale Shelby tento nápad odmítá. Quinn stále chce dostat Beth, její dceru, zpátky od Shelby pro sebe a snaží se připojit k Shelbyninu sboru, Troubletones, aby se k ní dostala blíže. Poté, co Puck řekne Shelby o pravých úmyslech Quinn, tak ji Shelby informuje, že ji nechce v Bethině životě.
Will (Matthew Morrison) a Shelby souhlasí s uspořádáním soutěže s mashupy mezi sbory New Directions a Troubletones. Santana (Naya Rivera) bere rivalitu mezi sbory velmi vážně a posmívá se a vysmívá svým bývalým spolužákům z New Directions—zvláště Finnovi. Ten vyzve Santanu a další Troubletones na hru vybíjené. Finn a Santana jsou poslední dva, kteří zůstanou, dokud mu Santana násilně nevhodí míč do obličeje a hru vyhrává. I když vyhrály, tak Troubletones prudce napadnou Roryho (Damian McGinty), který začne krvácet z nosu.
Trenérka roztleskávaček Sue Sylvester (Jane Lynch)začne pomlouvačnou kampaň proti Burtovi Hummelovi (Mike O'Malley), jejímu hlavnímu rivalovi ve zvláštních volbách do Kongresu. Když ji Burtův syn Kurt (Chris Colfer) obviní ze lži, Sue svou taktiku obhajuje a řekne Kurtovi, že jeho vlastní kampaň na prezidenta ročníku je nudná a postrádá okraj. Když kandidáti na prezidenta ročníku prezentují své projevy, tak se Kurt zavazuje, že zakáže hraní vybíjené, sportu, o kterém říká, že je příliš často určen k šikanování. Rachel (Lea Michele) vzdává svou kandidaturu a prosí každého, aby volil pro Kurta. Rachel se později Kurtovi přizná, že odešla, aby měl on něco zajímavého, co dát do své přihlášky na vysokou školu a protože ji chybělo být jeho kamarádkou. Ti dva se usmíří a jdou pracovat na Kurtově kampani.
Mercedes (Amber Riley) je zvolena vedoucí sboru Troubletones a řekne Santaně, že by od této chvíle měla vůči New Directions jednat fér. Santana se na školní chodbě omluví Finnovi, ale její způsob omluvy se skládá ze série urážek. Když odchází, tak ji to Finn oplatí tím, že řekne, aby vyšla ze své ulity a nazve ji zbabělcem, protože neustále shazuje druhé, zatímco nepřijme samu sebe a její vztah k Brittany. O několik dní později řeknou Santaně Sue a Burt, že neteř jednoho z jejich soupeřů ve volbách uslyšela hádku mezi ní a Finnem a řekla, že se její soupeř chystá vydat útočnou reklamu, které kritizuje Sue, že si jako hlavní roztleskávačku vybrala lesbu. Santana z kanceláře utíká v slzách a řekne, že její rodiče neví, že je homosexuální orientace. Epizoda se uzavírá s Troubletones, které zpívají mashup dvou písní od Adele. Ve chvíli, kdy jejich vystoupení končí, Santana seskočí z jeviště, obviní Finna za její odhalení světu a vlepí mu facku na tvář.

## Seznam písní
- „Hot for Teacher“
- „Yoü and I“ / „You and I“
- „Hit Me with Your Best Shot“ / „One Way or Another“
- „I Can't Go for That“ / „You Make My Dreams“
- „Rumour Has It“ / „Someone Like You“

## Hrají
| Dianna Agron      | Quinn Fabray          |
| Chris Colfer      | Kurt Hummel           |
| Darren Criss      | Blaine Anderson       |
| Jane Lynch        | Sue Sylvester         |
| Jayma Mays        | Emma Pillsburry       |
| Kevin McHale      | Artie Abrams          |
| Lea Michele       | Rachel Berry          |
| Cory Monteith     | Finn Hudson           |
| Heather Morris    | Brittany Pierce       |
| Matthew Morrison  | William Schuester     |
| Amber Riley       | Mercedes Jones        |
| Naya Rivera       | Santana Lopez         |
| Mark Salling      | Noah „Puck“ Puckerman |
| Harry Shum mladší | Mike Chang            |
| Jenna Ushkowitz   | Tina Cohen-Chang      |

## Natáčení

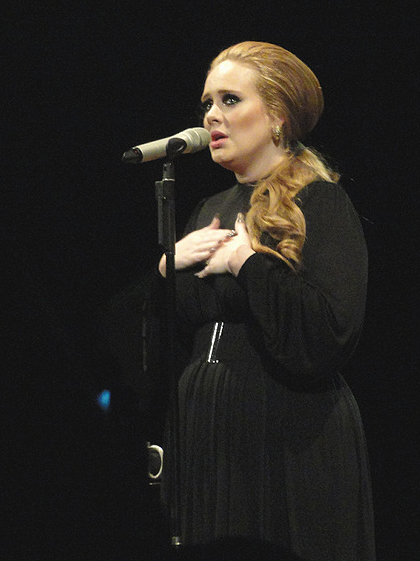
Tato epizoda obsahovala mashup Adeliných písní "Someone Like You" a "Rumour Has It"

Epizodu napsal Michael Hitchcock a režíroval ji Eric Stoltz. Natáčení epizody začalo dne 6. října 2011, když se ještě natáčela pátá epizoda s názvem Poprvé. Původně se natáčela současně s touto epizodou, jejíž natáčení pokračovalo do 14. října 2011 a také se sedmou epizodou, jež se začala natáčet 13. října 2011. Tato epizoda obsahuje 300. hudební číslo seriálu, kterým se stal mashup dvou písní od Adele: "Rumour Has It" a "Someone Like You", kde zpívaly hlavní vokály Amber Riley a Naya Rivera. Vystoupení bylo natáčeno s velkou slávou "před publikem složeným z novinářů a tvůrců seriálu" dne 26. října 2011 a zahrnovalo následnou tiskovou konferenci. Riley během konference prozradila, že ona nápad zpívat píseň od Adele navrhla hlavním tvůrcům seriálu, Bradovi Falchukovi a Ryanovi Murphymu poté, co zjistila, že Adele doufala, že právě ona bude v seriálu zpívat její píseň: "Ve skutečnosti mi někdo poslal emailem video, kde byla Adele a říkala, že chce, abych já zpívala její píseň, tak jsem ho poslala Bradovi a Ryanovi."
Epizoda měla také obsahovat flashback se šestnáctiletou Sue (hrála ji Colby Minifie), která zpívá titulní píseň z muzikálu Oklahoma! ve scéně, která by vysvětlovala Suinu nenávist k hudbě ve školách. Jeden z tvůrců seriálu, Ian Brennan, řekl: "v seriálu jsme chtěli ukázat, že Sue jeden čas broadwayské sny" a herečka hrající Sue, Jane Lynch, prozradila: "Will řekne Sue, 'Chudák malé Susie Sylvester bylo řečeno, že nebyla dobrá a teď za to musí trestat svět.' Stejně jako mnoho rozzlobených lidí tam venku, Sue je jen rádoby." Nicméně se scéna nakonec nevysílala, protože podle Murphyho "byla pro epizodu příliš dlouhá" a také řekl, že stopáž s názvem "Jak se ze Sue Sylvester stala mrcha" ("How Sue Sylvester Became a Bitch"), v budoucnu vyjde, "buď jako bonus na DVD a nebo na internetu."
Mezi tři další mashupy z epizody mimo Adele patří: mashup od Hall & Oates, "I Can't Go for That" a "You Make My Dreams", který zpíval sbor New Directions, dále mash "You and I" od Lady Gaga a "You and I" od Eddieho Rabbitta a Crystal Gayle, což v seriálu zpívali Idina Menzel a Matthew Morrison a nakonec mashup "Hit Me with Your Best Shot" od Pat Benatar a "One Way or Another" od skupiny Blondie, se kterou vystoupily soutěžící školní sbory, New Directions a Troubletones. V epizodě je také zahrnuta cover verze písně "Hot for Teacher" od skupiny Van Halen, což přezpíval Mark Salling. Vedlejší postavy, které se v epizodě objeví, jsou Shelby Corcoran (Idina Menzel), Kurtův otec a nový kandidát do kongresu Burt Hummel (Mike O'Malley), ředitel Figgins (Iqbal Theba), fotbalová trenérka Shannon Beiste (Dot-Marie Jones), roztleskávačka Becky Jackson (Lauren Potter), členka rivalského sboru Sugar Motta (Vanessa Lengies) a výměnný zahraniční student Rory Flanagan (Damian McGinty).